# San Fernando (Honduras)
San Fernando (uit het Spaans: "Sint-Ferdinand") is een gemeente (gemeentecode 1410) in het departement Ocotepeque in Honduras. De gemeente grenst aan Guatemala.
Het dorp heette eerst Leoneras. Het is gesticht door mensen uit Santa Fe en Concepción. Het maakte deel uit van de gemeente San Jorge tot het in 1917 een zelfstandige gemeente werd.

## Bevolking
De bevolking is als volgt verdeeld:
| Vrouwen | 3549 | 49,8% |
| Mannen  | 3577 | 50.2% |

## Dorpen
De gemeente bestaat uit negen dorpen (aldea), waarvan het grootste qua inwoneraantal: San Fernando (code 141001).